# Obo (République centrafricaine)
Pour les articles homonymes, voir OBO.
Obo est une ville de République centrafricaine, chef-lieu de la préfecture du Haut-Mbomou. Elle constitue aussi un chef-lieu de sous-préfecture et une commune à la fois urbaine et rurale.

## Géographie
La ville est située sur la rive gauche de la rivière Mbokou à 1 228 km à l'est de la capitale Bangui par la route nationale RN2, axe Bangui-Bangassou-Soudan du sud. Elle présente la particularité géographique d'être proche du pôle d'inaccessibilité africain. Elle est donc considérée comme étant le centre géographique de l'Afrique.
La plupart des villages sont localisés sur l’axe Zémio –– Obo –– Bambouti, route nationale RN2.
|       | Djemah    | Soudan du Sud |
| Mboki | Obo       | Lili          |
|       | Congo RDC |               |

## Histoire
Le 19 novembre 1920, Obo remplace la localité de Goubéré comme chef-lieu de subdivision de Goubéré-Obo. En mai 1925, elle est réunie à Djemah, dans la nouvelle subdivision d'Obo-Djemah. Le district d'Obo est établi le 16 octobre 1946. La localité est chef-lieu de la région d'Obo-Zémio le 12 décembre 1960, puis le 23 janvier 1961, la République centrafricaine indépendante instaure Obo, comme chef-lieu de la préfecture d'Obo-Zémio, cette préfecture prend le nom de Haut-Mbomou le 20 novembre 1964.
À partir de 2011, la ville accueille un camp des forces spéciales américaines. Elle a également vu passer les troupes ougandaises afin de traquer la guérilla de Joseph Kony.
En 2014, la ville n'a que des maisons en briques de terre crue avec un toit en chaume, pas d'électricité (des panneaux solaires permettent toutefois de fournir du courant) ni d'eau courante. Les pistes routières sont dans un très mauvais état, seul un avion de l'ONU reliant de façon aléatoire Obo à Bangui.

## Administration
La sous-préfecture d'Obo s'étend sur les deux communes d'Obo et de Mboki. La commune d'Obo, est constituée des quartiers de la ville d'Obo en zone urbaine et des villages en zone rurale.
La ville d’Obo est constituée de 13 quartiers : Abouna, Arabe, Badongo, Bambito, Centre Administratif, Foukpio, Gnokora (Aim), Kourouko (1 et 2), Montopi (Aim), Nairobi1, Nairobi2, Nakpanga et Yagba.
En zone rurale, la commune compte 11 villages recensés en 2003 : Bombe Aza, Dakatimounga, Gassimbala, Gougbere-Bazima, Gougbere-Mbia, Kadjemah, Koubou, Ngoume, Nguiringuiri, Poupou, Zongoundourou.

## Société
La localité est le siège de la paroisse catholique des Saints Martyrs de l’Ouganda d’Obo fondée en 1958, elle dépend du diocèse de Bangassou.

## Médias
Depuis le 17 juin 2008 la radio communautaire Zereda émet depuis Obo sur 100.6 FM, elle peut être écoutée jusqu'à 75 km.
La radio Guira FM de la mission des Nations unies, Minusca, couvre la localité depuis juin 2017.